# Deutscher Verband für Physiotherapie
Der Deutscher Verband für Physiotherapie (Physio Deutschland e.V.) ist ein Berufsverband, der die Interessen von Physiotherapeuten in Deutschland vertritt. Nach eigenen Angaben hat er circa 25.000 Mitglieder, die föderalistisch in sieben selbstständigen Regionalverbänden organisiert sind. Der Sitz des Vereins ist in München, die Geschäftsstelle ist in Köln.

## Geschichte
Physio Deutschland wurde am 5. November 1949 als Zentralverband der krankengymnastischen Landesverbände im westdeutschen Bundesgebiet gegründet und 1954 in Zentralverband Krankengymnastik umbenannt. Seit 2023 trägt er den heutigen Namen.

## Organisationsstruktur
Die Struktur von Physio Deutschland entspricht dem Aufbau des deutschen Gesundheitswesens in seiner Verwaltung und in der Organisation anderer Interessenvertretungen in den Heilberufen.
Als Dachverband verfügt der Deutsche Verband für Physiotherapie über eine Bundesdelegiertenkonferenz, in dem der Vorstand, die Vorsitzenden der Landesverbände, der Sprecher des ärztlichen Kuratoriums, des Beirates sowie die Jugendorganisation Junges Physio Deutschland Sitz und Stimme haben. Dem Vorstand des Deutschen Verbandes für Physiotherapie stehen für die fachliche Beratung darüber hinaus diverse Arbeitsgemeinschaften und Kommissionen zur Seite. Zudem betreibt der Verband die Physio-Akademie Wremen, ein Institut für berufliche Fortbildungen. Seit 2004 besteht auch eine Stiftung, welche die „Evidenzbasierung und zur Weiterentwicklung der Physiotherapie in Deutschland“ fördern möchte.
Im Jahr 2020 wurde ein Kuratorium, bestehend aus Vorstand, Geschäftsführung und Ärzten, eingesetzt, um aktuelle berufspolitische Forderung, etwa zur Akademisierung, der Schaffung eines Direktzugangs oder dem Ausstellen einer Blankoverordnung, zu beraten.

## Ziele
Der Berufsverband verfolgt insbesondere die folgenden Ziele (ZVK, Der ZVK, 2005):
- Mitgestaltung der Gesundheitspolitik.
- Sicherung und Weiterentwicklung der Zukunft des gesamten Berufsstandes.
- Sicherung von Arbeitsplätzen und Erschließung neuer Tätigkeitsfelder für Physiotherapeuten.
- Angebot einer interessanten und qualitätsorientierten Fort- und Weiterbildung.
- Sicherstellung einer qualitativ hochwertigen Ausbildung für Physiotherapieschüler, und in diesem Zusammenhang Akademisierung der Ausbildung.
- Erleichterung der beruflichen Anerkennung des deutschen Physiotherapie-Abschlusses im europäischen Ausland.
- Stärkung des Bewusstseins für den hohen Stellenwert der Physiotherapie in der Bevölkerung.